# Пласа-де-Каталунья
Пласа-де-Каталунья (кат. Plaça de Catalunya) — площадь, расположенная в центральной части Барселоны (Каталония). Соединяет старую и новую части города, занимает более 50 000 м2. Известна своими фонтанами и статуями, близостью к некоторым из самых популярных достопримечательностей Барселоны, и стаями голубей, которые собираются в центре.